# Lehmäsaari (ö i Södra Savolax, S:t Michel, lat 62,01, long 27,03)
Lehmäsaari är en ö i Finland. Den ligger i sjön Kyyvesi och i kommunen Sankt Michel i den ekonomiska regionen  S:t Michel och landskapet Södra Savolax, i den södra delen av landet, 230 km nordost om huvudstaden Helsingfors. Öns area är 3,1 hektar och dess största längd är 280 meter i nord-sydlig riktning.